# Отец (фильм, 1967)
«Отец» (пол. Ojciec) — польский художественный телевизионный фильм 1967 года.

## Сюжет
Отец Зенобия очень занятой человек. Директор школы, где учится его сын, вызвал отца, но Зенобий за деньги арендует другого человека, чтобы тот заменил его отца.

## В ролях
- Лех Лотоцкий[пол.] — Зенобий
- Бронислав Павлик — директор школы
- Михал Плюциньский — отец Зенобия
- Рышард Петруский — участник совещания у отца Зенобия
- Анджей Красицкий — участник совещания у отца Зенобия
- Тадеуш Фиевский — кучер
- Януш Палюшкевич — сержант «Горбатый»
- Александер Дзвонковский — пенсионер, бывший взломщик сейфов
- Юзеф Кондрат — гомосексуал
- Эва Шикульская — подруга Зенобия
- Марек Барбасевич — друг Зенобия
- Ежи Гралек — друг Зенобия